# 盧愷
盧 愷（ろ がい、生年不詳 - 592年頃）は、北周から隋にかけての人物。字は長仁。本貫は范陽郡涿県。

## 経歴
西魏の中書監の盧柔の子として生まれた。北周の斉王宇文憲に召されて記室となった。父の容城伯の爵位を嗣いた。宇文憲の下で北斉に対する征戦に従軍し、柏杜鎮を説得して降伏させた。小吏部大夫に転じた。染工上士の王神歓が冢宰の宇文護に賄賂を贈って、計部下大夫に抜擢されることとなった。盧愷が宇文護を諫めると、抜擢は取りやめられた。建徳年間、内史下大夫に転じた。574年（建徳3年）、武帝が雲陽宮にいたとき、老いた牛を諸士に供与しようとしたが、盧愷が老牛を士に与えるのは仁政を欠くものと諫めたため、武帝はこれを取りやめた。盧愷は礼部大夫に転じ、南朝陳に対する副使をつとめた。575年（建徳4年）秋、李穆が軹関と柏崖の二鎮を攻め落とすと、盧愷は命を受けて戦勝報告の文章を書き、その文章は武帝に絶賛された。まもなく襄州総管府司録に任じられ、治中に転じた。579年（大象元年）、東京吏部大夫に任じられた。581年（隋の開皇元年）、上儀同三司の位を加えられ、尚書吏部侍郎に任じられた。爵位は侯に進み、尚書左丞を兼任した。後に散騎常侍の位を加えられた。588年（開皇8年）、文帝は百官の考課をこない、盧愷を上とした。589年（開皇9年）、礼部尚書に任じられ、吏部尚書事を兼ねた。592年（開皇12年）、尚書右僕射の蘇威が国子博士の何妥と争い、盧愷は蘇威についたため、連座して免官された。まもなく、家で死去した。
子の盧義恭が後を嗣いだ。

## 伝記資料
- 『隋書』巻56 列伝第21
- 『周書』巻32 列伝第24
- 『北史』巻30 列伝第18